# Quận Faulkner, Arkansas
Quận Faulkner là một quận thuộc tiểu bang Arkansas, Hoa Kỳ.
Quận này được đặt tên theo. Theo điều tra dân số của Cục điều tra dân số Hoa Kỳ năm 2000, quận có dân số 86.014 người. Quận lỵ đóng ở Conway.6.
Quận được lập ngày 12/4/1873 từ các quận Conway và Pulaski

## Địa lý
Theo Cục điều tra dân số Hoa Kỳ, quận có diện tích 664 dặm vuông Anh (1.719,8 km2), trong đó có 17 dặm vuông Anh (44,0 km2) là diện tích mặt nước.

### Các xa lộ chính
- Interstate 40
- U.S. Highway 64
- U.S. Highway 65
- Highway 25
- Highway 36
- Highway 60
- Highway 89

### Quận giáp ranh
- Quận Cleburne (đông bắc)
- Quận White (đông)
- Quận Lonoke (đông nam)
- Quận Pulaski (nam)
- Quận Perry (tây nam)
- Quận Conway (tây)
- Quận Van Buren (tây bắc)

## Thông tin nhân khẩu

Tháp tuổi dân cư quận Faulkner

Theo điều tra dân số 2 năm 2000, quận đã có dân số 86.014 người, 31.882 hộ gia đình, và 22.444 gia đình sống trong quận hạt. Mật độ dân số là 133 người trên một dặm vuông (51/km ²). Có 34.546 đơn vị nhà ở với mật độ trung bình là 53 trên một dặm vuông (21/km ²). Cơ cấu điểm chủng tộc của dân cư quận bao gồm 88,33% người da trắng, 8,48% da đen hay Mỹ gốc Phi, 0,52% người Mỹ bản xứ, 0,72% châu Á, Thái Bình Dương 0,03%, 0,68% từ các chủng tộc khác, và 1,23% từ hai hoặc nhiều chủng tộc. 1,75% dân số là người Hispanic hay Latino thuộc một chủng tộc nào.
Có 31.882 hộ, trong đó 35,70% có trẻ em dưới 18 tuổi sống chung với họ, 56,70% là đôi vợ chồng sống với nhau, 10,20% có nữ hộ và không có chồng, và 29,60% là các gia đình không. 22,50% hộ gia đình đã được tạo ra từ các cá nhân và 6,90% có người sống một mình 65 tuổi hoặc lớn tuổi hơn là người. Cỡ hộ trung bình là 2,57 và cỡ gia đình trung bình là 3,04.
Trong quận độ tuổi dân số được trải ra với 25,60% dưới độ tuổi 18, 15,30% 18-24, 30,10% 25-44, 19,50% từ 45 đến 64, và 9,50% từ 65 tuổi trở lên người. Độ tuổi trung bình là 31 năm. Đối với mỗi 100 nữ có 95,50 nam giới. Đối với mỗi 100 nữ 18 tuổi trở lên, đã có 92,30 nam giới.
Thu nhập trung bình cho một hộ gia đình trong quận đạt 38.204 USD, và thu nhập trung bình cho một gia đình là 45.946 USD. Phái nam có thu nhập trung bình $ 32.288 so với 24.428 $ của phái nữ. Thu nhập bình quân đầu người là 17.988 USD. Có 7,90% gia đình và 12,50% dân số sống dưới mức nghèo khổ, bao gồm 12,90% những người dưới 18 tuổi và 12,00% của những người 65 tuổi hoặc hơn